# Candy Barr
Candy Barr (6 de julho de 1935 — 30 de dezembro de 2005) foi uma das primeiras atrizes da história do cinema pornográfico.
Candy Barr morreu em 30 de dezembro de 2005, aos 70 anos de complicações de pneumonia, em um hospital em Victoria, Texas.